# Canal Scolmatore

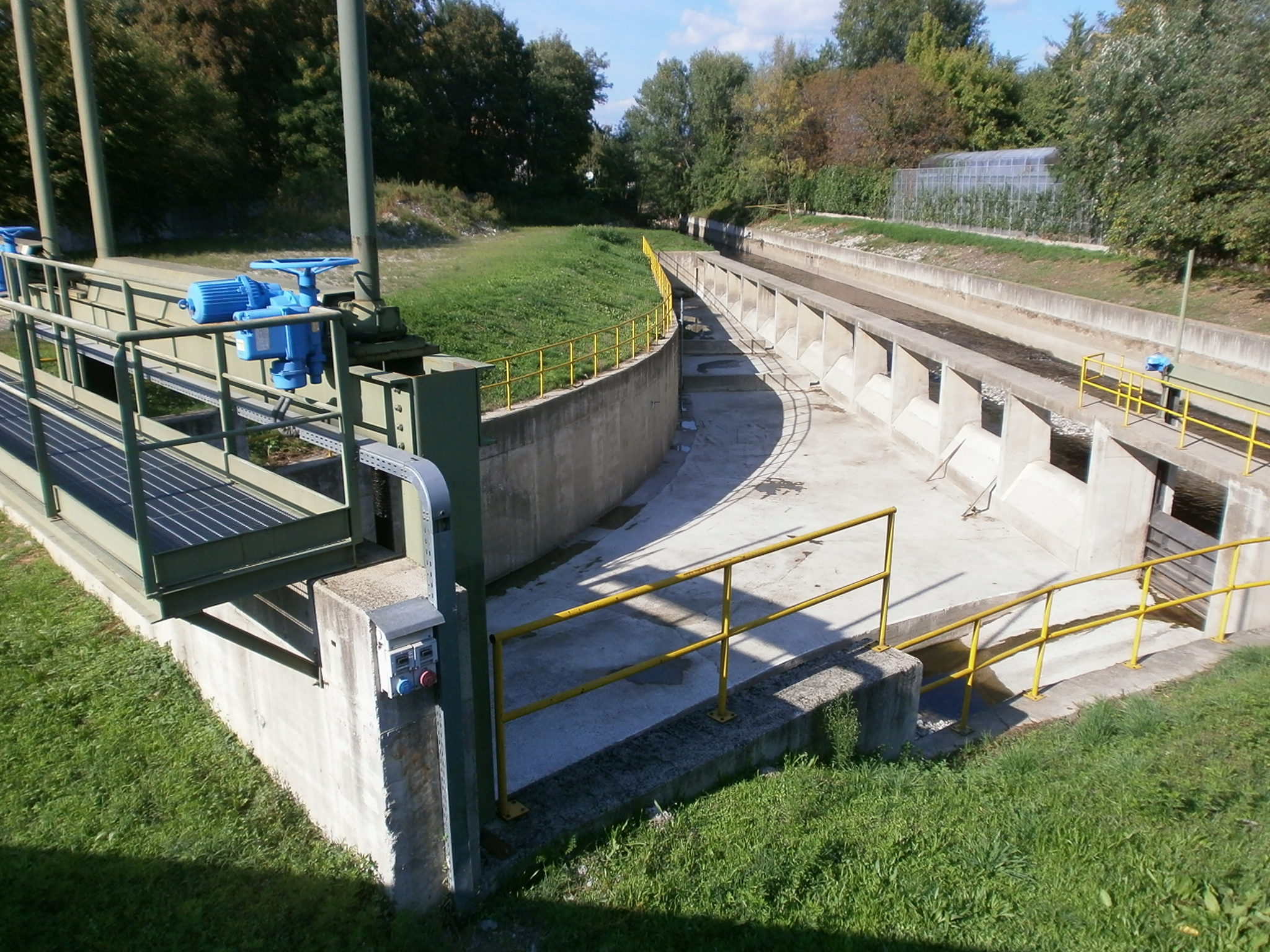
Le canal à Palazzolo Milanese (Paderno Dugnano)

Le Canale Scolmatore di Nord Ovest (canal d’écoulement du Nord-ouest) est un canal artificiel de la Province de Milan.

## Géographie
Le canale scolmatore se situe au nord de Milan, il prend naissance dans le fleuve Seveso à Paderno Dugnano au nord de Milan, puis en direction ouest traverse les communes de Settimo Milanese, Rho, bareggio, Albairate et Abbiategrasso où il passe sous le Naviglio Grande et se jette dans le fleuve Tessin après une trentaine de km.

## Histoire
Le Canale Scolmatore di Nord Ovest a été commencé en 1954 pour recueillir l’excès d’eau du Seveso. En 1980 a été ajouté un embranchement pour amener l’excès d’eau du torrent Olona au canal en période de pluie.